# Leopold Pollack
Leopold Pollack (Bécs, 1751 – Milánó, 1806. március 13.) osztrák származású olasz építész, Milánóban tevékenykedve a neoklasszicista építészet egyik vezéralakjává vált. Pollack Mihály magyar építész féltestvére.

## Építészete
Bécsben Paul Ulrich Trientl tanította, majd az akadémián Vinzenz Fischernél tanult. 1775-ben Milánóba utazott, ahol Giuseppe Piermarini tanítványa lett, később munkatársa. Leghíresebb munkássága a Villa Reale, egyike Milánó legfontosabb neoklasszicista épületeinek. Építészetében megjelent a palladianizmus és a francia építészet hatásai is.

## Munkássága
- Villa Reale Milánóban
- Palazzo Belgiojoso Lecco-ban
- Villa Badoni Lecco-ban
- Villa Antona Traversi Brianza-ban
- Villa Casati Stampa (Muggiò) Brianza-ban
- Teatro Sociale Bergamo-ban
- Castel Montecchio Credaro-ban
- Villa Carcano Anzano del Parco-ban
- Villa Brivio Nova Milanese-ben
- Basilica di San Vittore Varese-ben
- a Paviai Egyetem fizikai laborja (1785-1787)
- a Páviai Egyetem anatómiai részlege (1785)